# Pioneer (пісня Фредді)
Pioneer — пісня угорського співака Фредді, з якою він представляв Угорщину на 61-му пісенному конкурсі Євробачення, проведеному у травні 2016 року в Стокгольмі, Швеція.
2016 року Ґабор Фегерварі під псевдонімом Фредді взяв участь в угорському шоу «A Dal 2016» (національному відборі Угорщини на Євробачення 2016) із піснею. Під час фіналу 27 лютого 2016 року Фредді переміг на відборі і отримав право представляти свою країну на Євробаченні 2016. На iTunes пісню було випущено 30 грудня 2015 року.

## Чарти
| Чарт (2016)             | Найвища позиція |
| ----------------------- | --------------- |
| Hungary (Rádiós Top 40) | 9               |
| Hungary (Single Top 40) | 1               |

## Композиції
| Digital download | Digital download | Digital download |
| #                | Назва            | Тривалість       |
| ---------------- | ---------------- | ---------------- |
| 1.               | «Pioneer»        | 2:58             |

## Історія прем'єр
| Регіон | Дата           | Формат       | Лейбл          |
| ------ | -------------- | ------------ | -------------- |
| Світ   | 30 грудня 2015 | Завантаження | Misztral Music |